# Dermàpters
Els dermàpters (Dermaptera, del grec, dermos, 'pell' i pteron, 'ala') són un ordre d'insectesneòpters de cos aplanat i allargat, que presenten un parell d'apèndixs amb forma de pinça al cap de l'abdomen. Se'n coneixen quasi 2.000 espècies classificades en 12 famílies diferents, fet que els converteix en un dels ordres més petits d'insectes.

## Noms comuns i etimologia
Es tracta d'insectes molt populars, per aquests motiu han rebut moltes denominacions al llarg dels Països Catalans, la major part dels quals fan referència a les pinces que tenen al final de l'abdomen, que recorden unes tisores. La creença popular és que aquests insectes s'introdueixen dins de l'orella i són capaços de foradar el timpà cosa que no és gens certa i que també és compartida per l'etimologia en altres idiomes.
Els noms catalans d'aquest insecte són: barcaconya (Tarragona, Alcanar, de 'bargar', bregar), corcollana, cuca forcada, cucatalla, tisoreta, tallatisores, estisoreta, (es)tisoretes, estenalleta, (es)tenalles, forcadella, papaagulla, papaestisores, papaorelles, papanovia [papənuvíə], plur. [papəsnuvíəs] (Mallorca) o picanovia [pikənuvíə] (Menorca), papapolla, papaxolla, papipolla, papa-sastres, papopudrilla (cat. nord), rapacul, saltaorelles (Conflent), sastre, sastret, tallacames, tallacanyes, talladits, tallamans, tallamocs, tallanàs/tallanassos, tallapius (Val.), talla-roba o talla-robes, xoroiana eiv., xoreiana o xoriana (Pitiüses, Olesa, Valls), xorigaca, xiurana (a Esparreguera) (de eixorellar, llevar les orelles).
El nom científic de l'ordre Dermaptera té origen grec i deriva de les paraules derma, que significa pell, i pteron (plural ptera), que significa ala. Va ser acunyat per Charles De Geer el 1773.

## Característiques
L'aparell bucal és de tipus mastegador. Les antenes són llargues, primes i multisegmentades. Les ales anteriors, quan existeixen, són curtes, deixant exposat l'abdomen, i funcionen com a elitroides, ja que són dures i recobreixen les posteriors que són semicirculars i membranoses; comparteixen aquest tret anatòmic amb els coleòpters de la família dels estafílinids, malgrat que no estan relacionats evolutivament amb ells. Els cercs estan fortament corbats en els mascles, i els fan servir durant la còpula; serveixen a més per a les operacions de desplegar i recollir les ales. Són hemimetàbols (metamorfosi incompleta) i tenen de quatre a sis estadis nimfals.

## Cicle vital i reproducció

Cicle de vida dels dermàpters.

Els dermàpters són hemimetàboles, el que significa que passen per una metamorfosi incompleta, desenvolupant-se a través d'una sèrie de quatre a sis mudes. Els dermàpters viuen aproximadament un any des que neixen; comencen a aparellar-se a la tardor i mascle i femella es poden trobar junts a la tardor i a l'hivern. El mascle i la femella viuran en una cambra, escletxes o terra a 2,5 centímetres de fondària. Després de l'aparellament, l'espermatozoide pot romandre a la femella durant mesos abans que els ous siguin fecundats. Des de mitjans de l'hivern a principis de la primavera, el mascle marxarà o serà expulsat per la femella. Després, la femella començarà a pondre de 20 a 80 ous de color blanc perla en dos dies. Alguns dermàpters, els que són paràsits de les subordres Arixeniina i Hemimerina, són vivípars (donen a llum cries vives) i alimenten aquestes cries a través d'una mena de placenta. Quan es ponen per primer cop, els ous són de color blanc o crema i tenen forma ovalada, però just abans de néixer adquireixen forma de ronyó i es tornen marrons. Cada ou té aproximadament 1 mm d'altura i 0,8 mm d'ample.
Els dermàpters estan entre les poques espècies d'insectes no socials que mostren cura maternal. La mare presta molta atenció a les necessitats dels seus ous, com ara la calor i la protecció. Defensa fidelment els ous dels depredadors, no els deixa ni per menjar a menys que la posta sigui fallida. També neteja contínuament els ous per protegir-los de fongs. S'ha descobert que la urgència de netejar els ous només persisteix durant uns pocs dies després de ser postos.

També s'ha demostrat que la mare no reconeix immediatament els seus propis ous. Després de pondre'ls, els recull junts, i alguns estudis han trobat que les mares recullen per error petites boles de cera o pedres amb forma d'ou. Malgrat això, al cap de poc temps, els falsos ous van ser rebutjats per no tenir l'olor adequada.

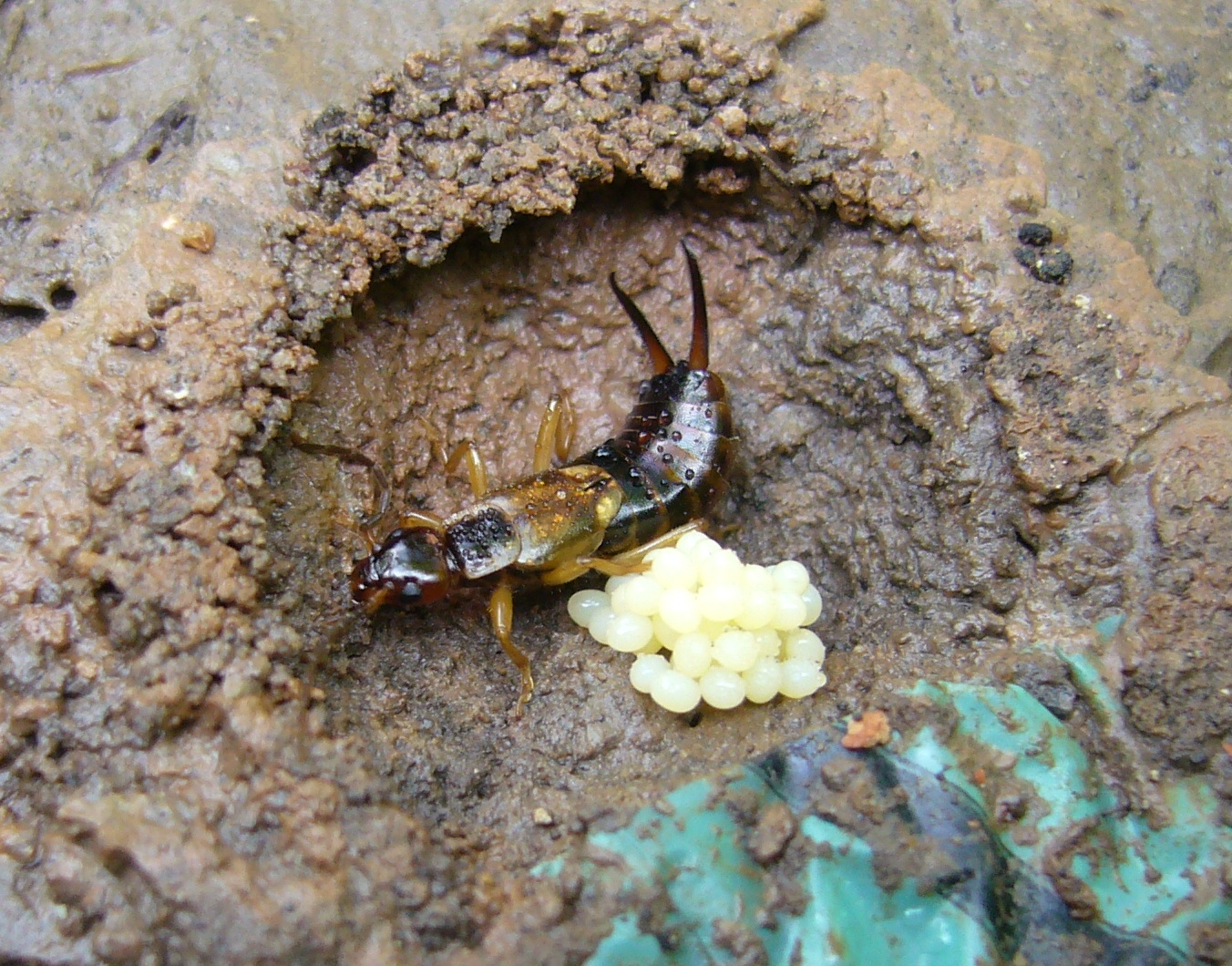
Una femella de dermàpter al seu niu amb ous.
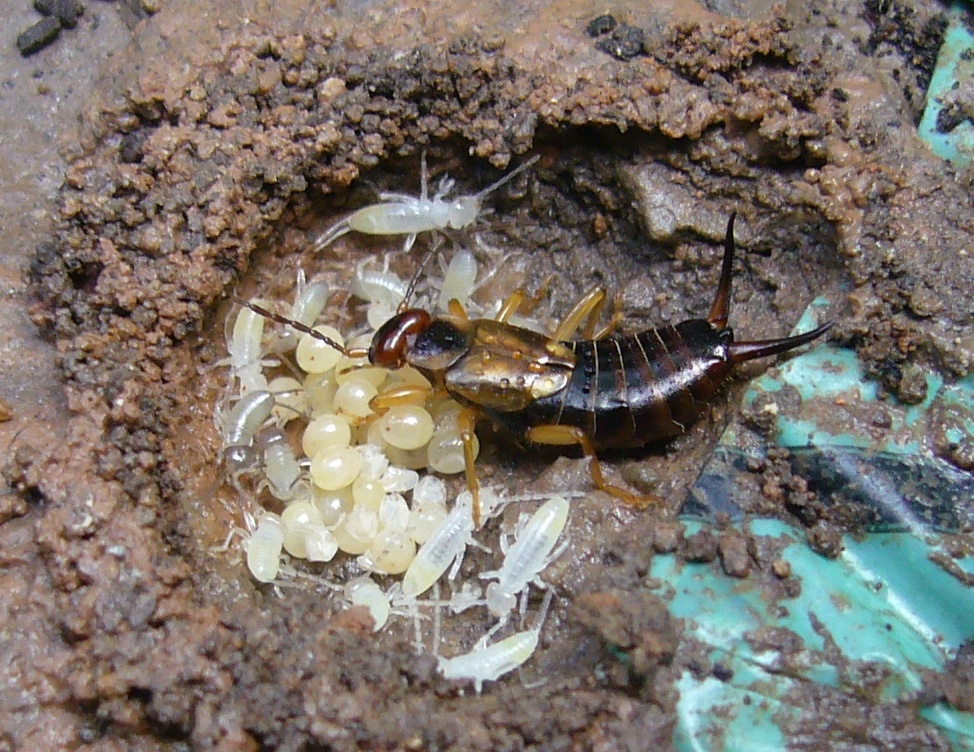
Una femella amb les nimfes.

Els ous es desclouen en aproximadament set dies i la mare pot ajudar les nimfes a eclosionar. Quan les nimfes es desclouen, mengen la coberta dels ous i continuen vivint amb la mare. Les nimfes s'assemblen als seus pares, amb l'única diferència que són més petites. Les ninfes viuran sota la seva mare, la qual continuarà protegint-les fins a la seva segona muda. Les nimfes es alimenten amb menjar regurgitat per la mare i amb les seves pròpies mudes. Si la mare mor abans que les nimfes estiguin a punt de marxar, les nimfes poden menjar-se-la.
Després de cinc o sis instars (període entre mudes), les nimfes mudaran a adults. Les pinces del mascle es curven, mentre que les de la femella romanen rectes. També desenvolupen el seu color natural, que pot ser des d'un marró clar (com en Labidura riparia) fins a un negre fosc (com en Euborellia annulipes). En les espècies de dermàpters alats, les ales comencen a desenvolupar-se en aquest moment. Les ales anteriors d'un dermàpter estan esclerotitzades per a servir com a protecció per a les ales posteriors membranoses.

## Ecologia

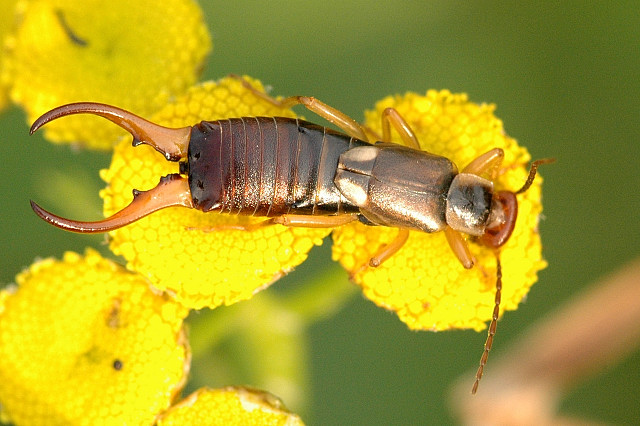
Forficula auricularia alimentant-se en una flor.

Els dermàpters són principalment carronyaires, però alguns són omnívors o predadors. L'abdomen dels dermàpters és flexible i muscular; és capaç de maniobrar així com d'obrir i tancar les pinces. Les pinces s'utilitzen per a diverses finalitats. En algunes espècies, s'ha observat l'ús de les pinces per tal de capturar preses i també en la còpula. Les pínzes tendeixen a ser més corbes en els mascles que en les femelles.
Lla tisoreta és una espècie omnívora, que menja plantes i fruites madures a més de cacar activament artròpodes. En gran manera, aquesta espècie també és carronyairei s'alimenta de matèria vegetal i animal en descomposició si se li presenta l'oportunitat. Les preses documentades inclouen principalment cal·lifòrids, eriosomàtids o pugó. Les plantes de les quals s'alimenten inclouen moltes espècies d'ordres diferents, arribant a causar danys en alguns cultius, com ara el blat de moro.
Les espècies dels subordres Arixeniina i Hemimerina generalment viuen a l'exterior d'altres animals, principalment mamífers. Dins el subordre Arixeniina i la família Arixeniidae, i les espècies del gènere Arixenia viuen normalment en les plecs de la pell i la bossa gular del ratpenat glabre malai (Cheiromeles torquatus), alimentant-se aparentment de secrecions corporals o glandulars dels ratpenats. D'altra banda, les espècies del gènere Xeniaria (encara dins el subordre Arixeniina) es creu que s'alimenten del guano i possiblement dels artròpodes guanòfils en el niu dels ratpenats, on s'han trobat. Hemimerina inclou el gènere Araeomerus que es troba al niu de les rates del gènere Beamys itambé inclou el gènere Hemimerus que habiten al niu de les rates Cricetomys.
Els dermàpters solen ser nocturns i sovint s'amaguen en llocs petits, foscos i humits durant el dia. Sovint es poden veure en les parets i sostres de les cases. La interacció amb els dermàpters provoca una caiguda defensiva al terra seguida d'una carrera cap a una escletxa o forat proper. Durant l'estiu, es poden trobar a prop d'àrees humides de les cases com ara prop de lavabos i banys. Els dermàpters tenen tendència a agrupar-se en esquerdes o obertures ombrívoles o en qualsevol lloc on puguin romandre amagats durant el dia. Taules de pícnic, compostadors i contenidors de residus, terrasses, mobles de jardí, marc de finestres o qualsevol cosa amb espais petits (fins i tot flors) poden albergar-los potencialment.

### Depredadors i paràsits

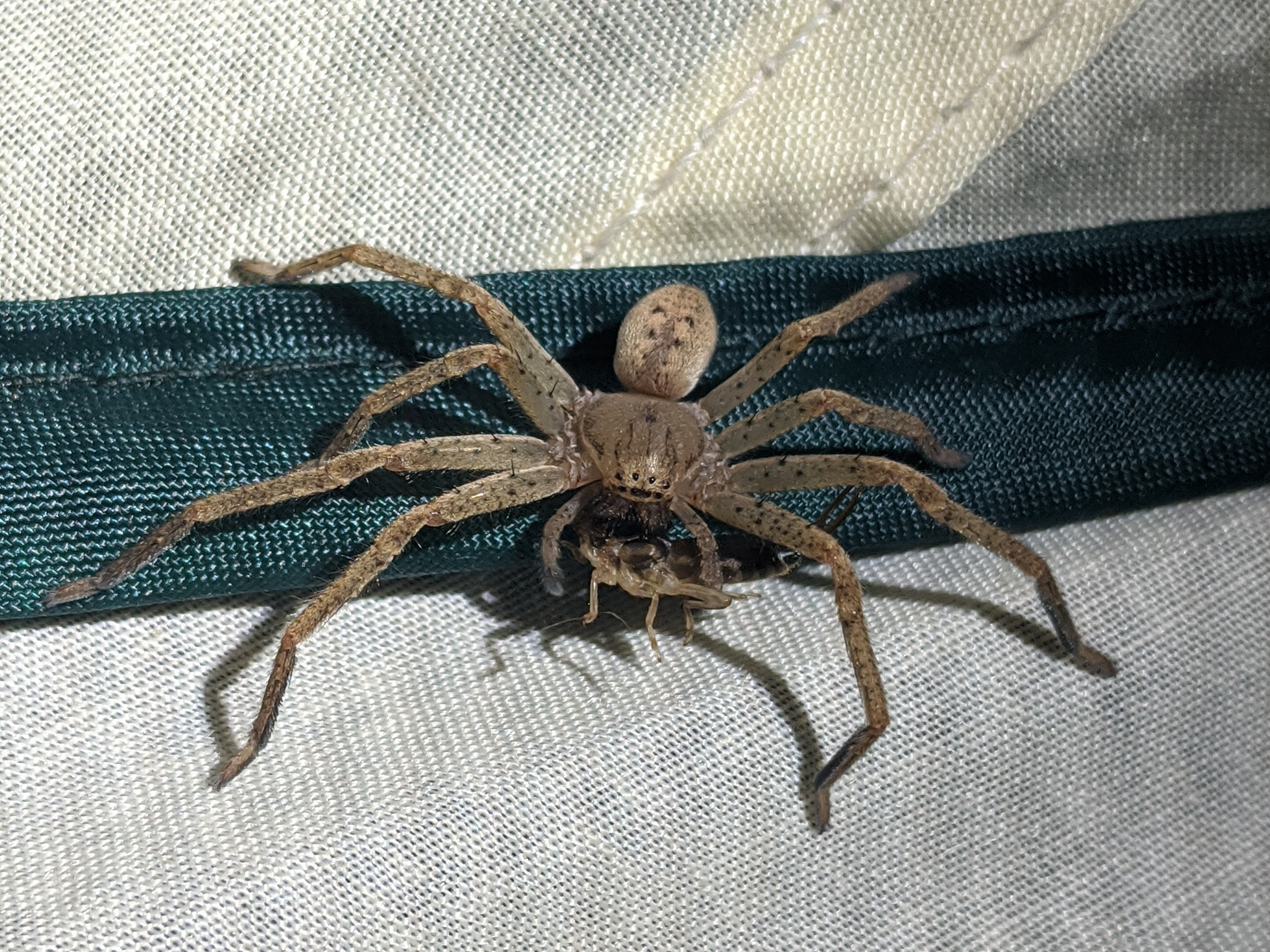
Especímen dOlios argesalius caçant un dermàpter.

Els dermàpters són sovint presa d'aus, i com moltes altres espècies d'insectes, també són presa d'animals insectívors com ara mamífers, amfibis, rèptils, centpeus o aranyes. Naturalistes europeus han observat ratpenats que cacen dermàpters. Els seus principals depredadors d'insectes són les espècies paràsites de la família Tachinidae, les larves de les quals són endoparàsites. S'ha demostrat que l'espècie Triarthria setipennis ha estat eficaç com a control biològic dels dermàpters durant gairebé un segle. L'Ocytata pallipes, també ha mostrat eficàcia com a agent de control biològic.
Altres vespes comunes, com la Vespula maculifrons, cacen dermàpters quan aquests són abundants. Una petita espècie de nemàtode, Mermis nigrescens, és coneguda per parasitar ocasionalment els dermàpters que han consumit ous de nemàtodes amb matèria vegetal. S'han trobat com a mínim 26 espècies de fongs de l'ordre Laboulbeniales que parasiten dermàpters. Els ous i les nimfes també són sovint devorats per altres dermàpters. Una espècie d'àcar, el Histiostoma polypori, s'observa en els dermàpters comuns, a vegades en grans densitats; no obstant això, aquest àcar s'alimenta de càdavers de dermàpters i no dels dermàpters vius.

## Història natural
Pel que fa a l'alimentació, la majoria són omnívors o sapròfags. Els omnívors són nocturns, i fan servir els cercs en la depredació. Posseeixen també glàndules repugnatòries defensives.
Moltes espècies prodiguen cures maternals als ous, voltejant-los i llepant-los contínuament per evitar qualsevol contaminació. Una part dels membres del grup són vivípars, i han desenvolupat al llarg de l'evolució estructures placentàries per a la nutrició dels embrions.

## Classificació
Segons Viquiespècies, els dermàpters se subdivideixen en:
Subordre Archidermaptera †
Subordre Protelytroptera †
Subordre Forficulina
Família Pygidicranidae
Família Diplatyidae
Família Anisolabididae
Família Labiduridae
Família Apachyidae
Família Spongiphoridae
Família Chelisochidae
Família Forficulidae
Subordre Hemimerina
Família Hemimeridae
Subordre Arixenina
Família Arixeniidae
Subordre Catadermaptera